# Yimmi Chará
Yimmi Javier Chará Zamora (ur. 2 kwietnia 1991 w Cali) – kolumbijski piłkarz występujący na pozycji prawego skrzydłowego, reprezentant Kolumbii, od 2020 roku zawodnik amerykańskiego Portland Timbers. Jego bracia Luis Felipe Chará i Diego Chará również są piłkarzami.

## Kariera klubowa
Chará pochodzi z jednej z dzielnic miasta Cali o nazwie Las Ceibas, gdzie jako pięciolatek rozpoczynał treningi w amatorskiej drużynie. Jest wychowankiem znanej akademii juniorskiej Boca Juniors de Cali, zaś profesjonalną karierę rozpoczął w wieku osiemnastu lat w drugoligowym Centauros Villavicencio. Po kilku miesiącach przeszedł do występującego w najwyższej klasie rozgrywkowej klubu Deportes Tolima z siedzibą w Ibagué, w którego barwach za kadencji szkoleniowca Hernána Torresa zadebiutował w Categoría Primera A, 18 września 2010 w przegranym 0:1 spotkaniu z Américą Cali. W jesiennym sezonie Finalización 2010 zdobył ze swoją drużyną wicemistrzostwo kraju, jednak przez pierwsze dwa lata pobytu w Tolimie pełnił wyłącznie rolę rezerwowego i dopiero potem wywalczył sobie pewne miejsce w wyjściowym składzie. Premierowego gola w lidze kolumbijskiej strzelił 11 marca 2012 w wygranej 3:1 konfrontacji z Realem Cartagena, szybko zostając jednym z najlepszych skrzydłowych rozgrywek. Po upływie kilku miesięcy został mianowany kapitanem zespołu i w 2014 roku zdobył z nim puchar Kolumbii – Copa Colombia. Ogółem w Tolimie spędził pięć lat.
Wiosną 2015 Chará za sumę czterech milionów dolarów przeszedł do meksykańskiego klubu CF Monterrey, dołączając do swoich czterech rodaków występujących już w tym zespole (Stefan Medina, Dorlan Pabón, Edwin Cardona, Alexander Mejía). W tamtejszej Liga MX zadebiutował 11 stycznia 2015 w przegranym 0:1 meczu z Universidadem de Guadalajara, zaś pierwszego gola zdobył 21 marca tego samego roku w wygranym 5:1 pojedynku z Leónem. Nie spełnił jednak pokładanych w nim nadziei i nie przebił się do wyjściowego składu, wobec czego już po pół roku powrócił do ojczyzny, na zasadzie wypożyczenia zasilając krajowego giganta – zespół Atlético Nacional z miasta Medellín. Tam w sezonie Finalización 2015 wywalczył mistrzostwo Kolumbii, będąc kluczowym ogniwem zespołu Reinaldo Ruedy, po czym powrócił do Meksyku, udając się na wypożyczenie do ekipy Dorados de Sinaloa z siedzibą w Culiacán. Mimo dobrej gry nie zdołał jej jednak uchronić przed relegacją na koniec rozgrywek 2015/2016.

## Kariera reprezentacyjna
W seniorskiej reprezentacji Kolumbii Chará zadebiutował za kadencji argentyńskiego selekcjonera José Pekermana, 10 października 2014 w wygranym 3:0 meczu towarzyskim z Salwadorem.

## Statystyki kariery

### Klubowe
| Centauros         | 2009      | Kolumbia | Primera B | 11  | 0  | b.d. | b.d.    | —             | —  | —   | b.d. | b.d. |
| Deportes Tolima   | 2010      | Kolumbia | Primera A | 3   | 0  | b.d. | b.d.    | —             | —  | —   | b.d. | b.d. |
| Deportes Tolima   | 2011      | Kolumbia | Primera A | 6   | 0  | 10   | 0       | —             | —  | —   | 16   | 0    |
| Deportes Tolima   | 2012      | Kolumbia | Primera A | 40  | 7  | 8    | 4       | CS            | 3  | 0   | 51   | 11   |
| Deportes Tolima   | 2013      | Kolumbia | Primera A | 41  | 10 | 4    | 1       | CL            | 8  | 1   | 53   | 12   |
| Deportes Tolima   | 2014      | Kolumbia | Primera A | 35  | 11 | 11   | 5       | —             | —  | —   | 46   | 16   |
| Monterrey         | 2014–2015 | Meksyk   | Liga MX   | 11  | 1  | 7    | 3       | —             | —  | —   | 18   | 4    |
| Atlético Nacional | 2015      | Kolumbia | Primera A | 24  | 5  | 2    | 0       | —             | —  | —   | 26   | 5    |
| Dorados           | 2015–2016 | Meksyk   | Liga MX   | 16  | 1  | —    | —       | —             | —  | —   | 16   | 1    |
| Monterrey         | 2016–2017 | Meksyk   | Liga MX   | 0   | 0  | —    | —       | LMC           | 0  | 0   | 0    | 0    |
| Ogółem            |           |          |           |     |    |      |         |               |    |     |      |      |
| Kolumbia          | Kolumbia  | Kolumbia | 160       | 33  | 35 | 10   | CS + CL | 11            | 1  | 206 | 44   |      |
| Meksyk            | Meksyk    | Meksyk   | 27        | 2   | 7  | 3    | LMC     | 0             | 0  | 34  | 5    |      |
| Ogółem            | Ogółem    | Ogółem   | Ogółem    | 187 | 35 | 42   | 13      | CS + CL + LMC | 11 | 1   | 240  | 49   |

- CS – Copa Sudamericana
- CL – Copa Libertadores
- LMC – Liga Mistrzów CONCACAF

### Reprezentacyjne
| Kolumbia | Kolumbia | 2014   | 2 | 0 | — | — | — | — | — | 2 | 0 |
| Ogółem   | Ogółem   | Ogółem | 2 | 0 | — | — | — | — | — | 2 | 0 |